# Phlugis proseni
Phlugis proseni är en insektsart som beskrevs av Cândido Firmino de Mello-Leitão 1947. 
Phlugis proseni ingår i släktet Phlugis och familjen vårtbitare. Inga underarter finns listade i Catalogue of Life.